# Bahnbetriebswerk Hof

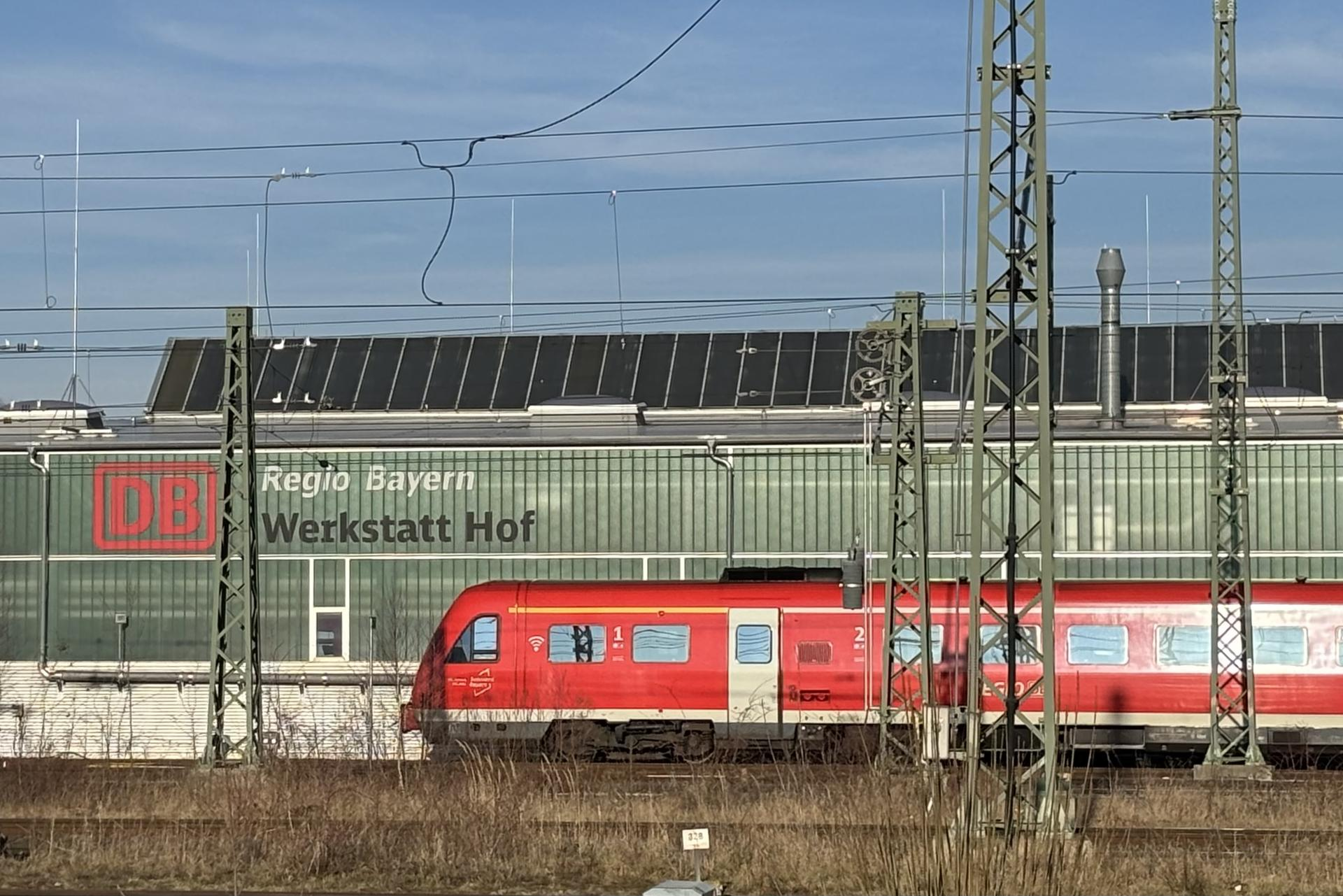
Wartungshalle der Werkstatt Hof

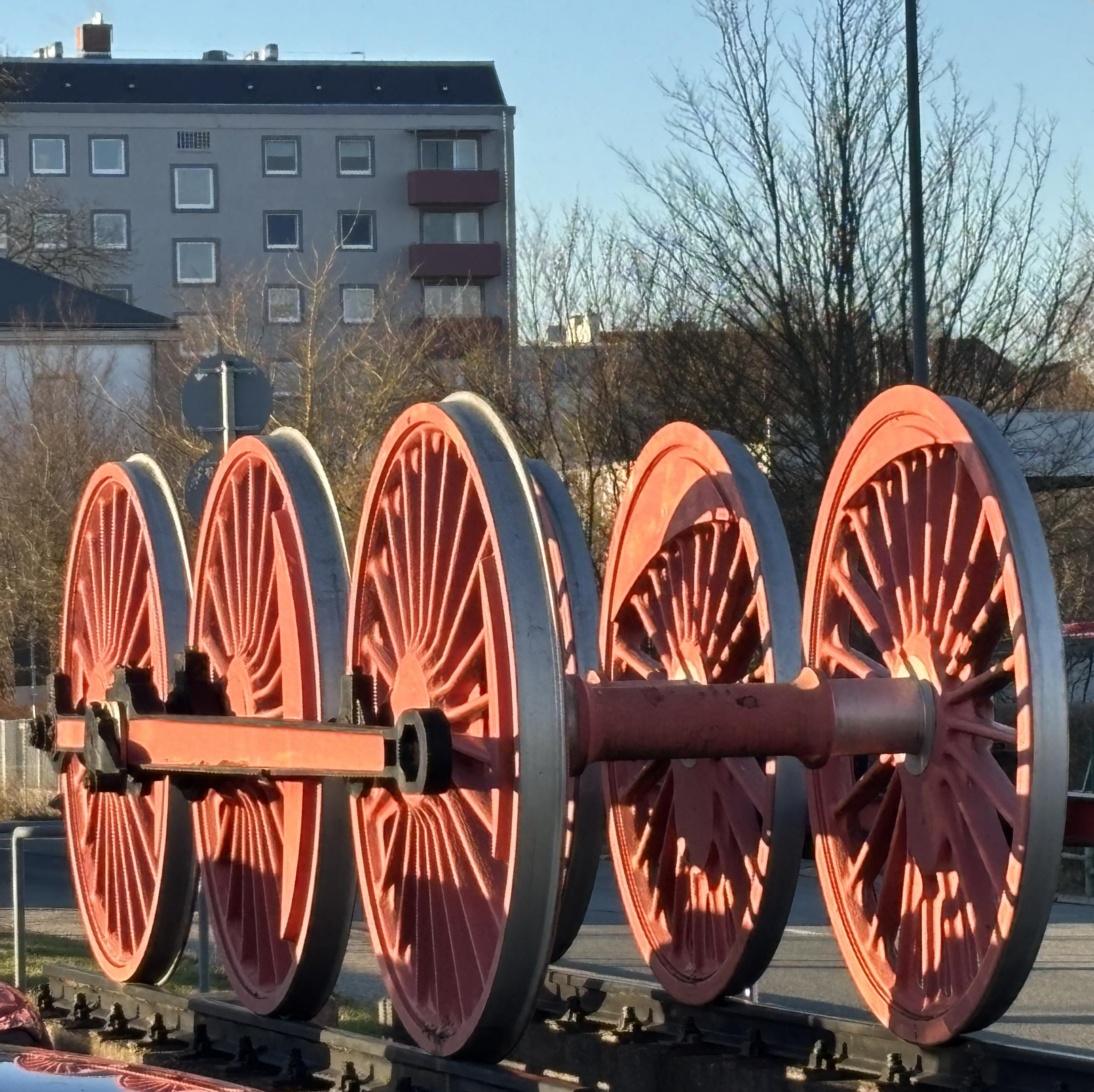
Treibradsatz einer Dampflokomotive der Baureihe 01 im Bw Hof

Das Bahnbetriebswerk Hof oder die Werkstatt Hof ist ein Werk zur Wartung von Lokomotiven, Triebwagen und Wagen am Bahnhof in Hof.
In der Werkstatt Hof werden von DB Regio Bayern Verbrennungstriebwagen für den Einsatz in Regionalverkehr gewartet. Zu Dampflokzeiten wurden im Bahnbetriebswerk die Einheitsschnellzuglokomotien der Baureihe 01 von ihrer ersten Auslieferung 1926 bis zu ihrer Abstellung im Westen Deutschlands 1972 im Bw Hof gewartet.

## Geschichte
Seit der Eröffnung des ersten Kopfbahnhofs werden Lokomotiven in Hof gewartet. Die sächsischen und bayerischen Anlagen dazu gingen später im Bahnbetriebswerk Hof des Durchgangsbahnhofs an der östlichen Seite des Bahnhofsgeländes auf. Heute führt die Werkstatt Hof der DB Regio Bayern die Unterhaltung von Triebfahrzeugen dort fort.

### Entstehung und Länderbahnzeit

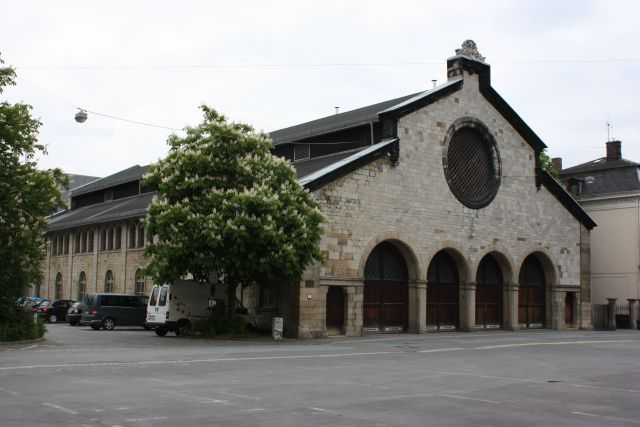
Die ehemalige Einsteighalle des ersten Hofer Bahnhofs ist erhalten.

#### Alter Kopfbahnhof
Schon bei der Eröffnung des Alten Bahnhofs 1848 – ein Kopfbahnhof an Grenze zwischen der bayerischen und der sächsischen Staatsbahn – waren in Hof sowohl bayerische als auch sächsische Lokomotiv- und Wagenremisen vorhanden.

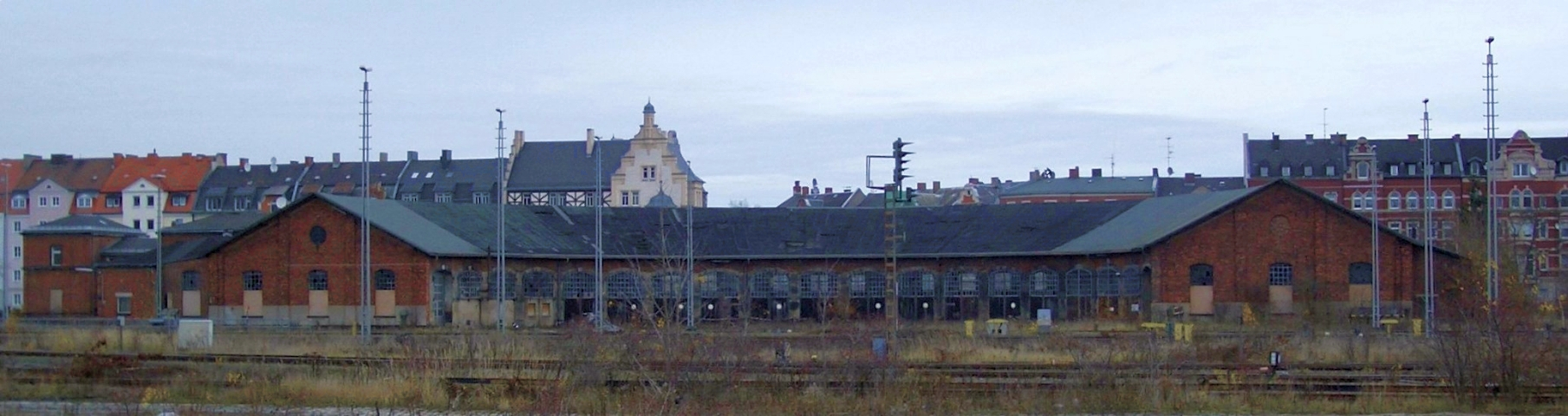
Der ehemalige nördliche, sächsische Ringlokschuppen wurde ab 2020 komplett abgerissen.

#### Neuer Durchgangsbahnhof
1880 erfolgte die Eröffnung des neuen Bahnhofs Hof Hauptbahnhof – ein Durchgangsbahnhof vor der Stadt. Im Norden und im Süden wurden jeweils eine Betriebswerkstätte und ein Lokomotivdepot errichtet, das nördliche von den Königlich Sächsischen, das südliche von den Königlich Bayerische Staatseisenbahnen. Zeitenweise waren vier Drehscheiben mit zugehörigen Rundschuppen vorhanden.

### Reichsbahnzeit
Mit dem Ende der Länderbahnzeit 1924 entfiel die Grenze im Bahnbetrieb. Das sächsische Betriebswerk (Bw) mit zwei Ringlokschuppen und zwei Drehscheiben im Norden wurde mit dem bayerischen Bw, ebenfalls mit Rundlokschuppen und zwei Drehscheiben im Süden zusammengelegt. Es existierten insgesamt vier Rundlokschuppen mit Drehscheiben: zwei ehemalig sächsische im Norden und zwei ehemalig bayerische im Süden.
Bereits 1926 erhielt es als eines der ersten Betriebswerke der damaligen Reichsbahn Einheitsdampflokomotiven. Hof war eines der drei Betriebswerke deutschlandweit, die den Vergleich der Zweizylinder-Schnellzuglokomotiven der Baureihe 01 und der Vierzylinderlokomotiven der Baureihe 02 durchführten. Hof entwickelte sich zum Spezial-Werk für die Vierzylinderlokokomtiven, so dass am 15. Mai 1935 alle 02er, also 02 001–010, in Hof stationiert waren. Kurz darauf kamen noch die beiden 02.1 (ehemalige 04) dazu. Die Einheitslokomotiven ergänzten die bis dahin im Schnellzugverkehr ausschließlich eingesetzten bayerischen S 3/6. Ab 1936 kamen wieder Lokomotiven der Baureihe 01 nach Hof, zudem wurden die 02er in dieser Zeit schrittweise in zweizylindrige 01 umgebaut. Die inzwischen als Baureihe 18 bezeichneten S 3/6 blieben bis 1957 parallel in Hof, danach bewältigte die Baureihe 01 alleine den Schnellzugverkehr.
In den 1930er Jahren waren kurzzeitig Maschinen der Baureihe 96 in Hof stationiert. Sie wurden unter anderem auf den Strecken nach Eger über Asch sowie nach Lobenstein über Naila und Marxgrün erprobt.
Am 1. April 1941 gehörte das Bahnbetriebswerk Hof zum Maschinenamt Hof der Reichsbahndirektion Regensburg. Dem Bw zugeordnet waren die Lokomotivbahnhöfe Helmbrechts, Marktredwitz, Schwarzenbach am Wald, Selb Stadt, Weißenstadt, Wiesau (Oberpf), Wunsiedel und Zell (Oberfr) sowie die Bahnhofsschlossereien Oberkotzau Rbf und Marktredwitz.

### Bundesbahnzeit
Nach dem Zweiten Weltkrieg war Hof wieder Grenzbahnhof, nun zwischen der Bundesrepublik und der DDR.
1950 waren folgende Baureihen im Betriebsbestand des Bw Hof:

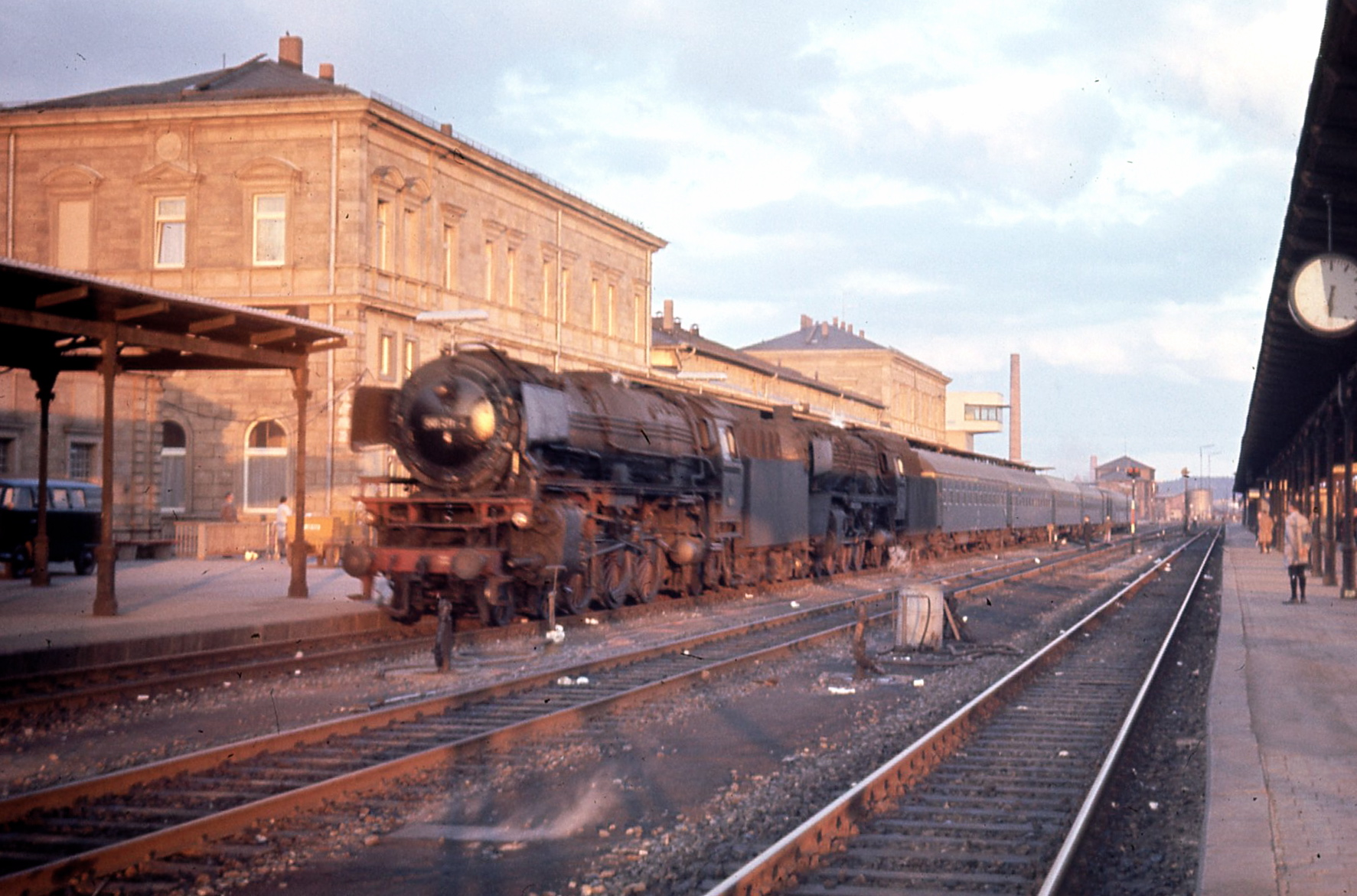
Schnellzug mit zwei Lokomotiven der Baureihe 01 (1974)

- 01, 18.4-5, 38.10-40
- 44, 50, 54.15-17
- 64, 86, 89.8, 94.2-4, 98.10
- Kö II, VT 75.9

### Ende der Dampflokzeit

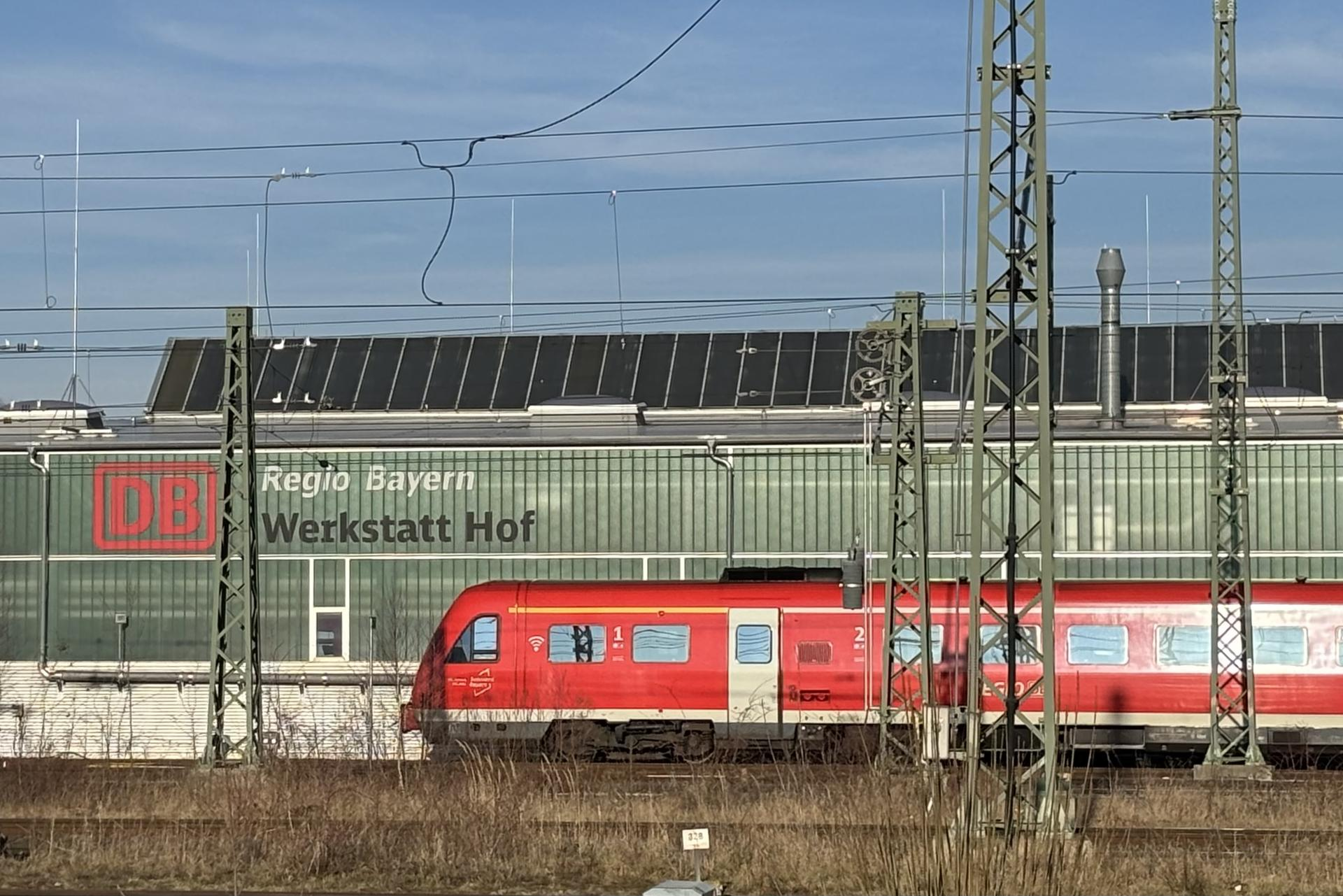
Wartungshalle der Werkstatt Hof

Bekannt wurde das Betriebswerk vor allem zum Ende der Dampflokzeit bei der DB, da es das letzte Betriebswerk der Bundesbahn war, das die Schnellzuglokomotiven der Baureihe 01 einsetzte. Das Betriebswerk war über Jahrzehnte für die Bespannung vieler über Hof verkehrender Schnellzüge zuständig.
Der Einsatz der Baureihe 01 endete in Hof – und damit im Westen Deutschlands – 1973. Allerdings waren einige 01er noch weiter in Betrieb, um Personenzüge zu bespannen, da sich die Auslieferung der Dieselloks der Baureihe 218 verzögerte. Dieser Einsatz dauerte bis Oktober 1974. Das Bw Hof war der Baureihe 01, also von der Entwicklung bis zur Abstellung, fast 50 Jahre lang verbunden. Heute erinnert der Treibradsatz der 01 088 auf dem modernen Werksgelände an diese Zeit. Danach verblieben als letzte Dampflokomotiven noch Lokomotiven der Baureihen 50 und 86, die bis 1975 ausgemustert wurden.

### Neues Diesel-Betriebswerk
Mit dem Ende des Dampfbetriebs Anfang der 1970er Jahre wurden die südlichen Anlagen des Bahnbetriebswerks abgerissen und durch einen Neubau ersetzt. Dieser Nachfolger des bayerischen Betriebswerkes wurde über die Jahrzehnte immer weiter modernisiert und ausgebaut und ist noch in Betrieb. Die sächsischen Anlagen wurden hingegen in den 1970er Jahren stillgelegt und danach weitgehend abgebrochen. Lediglich der frühere Lokschuppen 3 blieb erhalten. Er wurde viele Jahre als Omnibusgarage benutzt, 2012 war er nur noch in Fragmenten und ohne Dach vorhanden. Der Lokschuppen wurde 2020 vollständig abgerissen, auf dem Gelände soll ab 2023[veraltet] ein Hotel entstehen.
Ab 1975 war Hof ein reines Diesel-Betriebswerk. Bis in die 1990er Jahre waren unter anderem die Baureihen 211 (V 100) und 798 (Schienenbus), später die Baureihe 628 beheimatet. Das Werk verlor danach zunehmend an Bedeutung und war zeitweise von der Schließung bedroht.

### Neigetechnikzentrum
Nach der Modernisierung mit einem Investitionsvolumen von vier Millionen Euro in den Jahren 2000 und 2001 und dem Ausbau zur technischen Basis für Neigetechniktriebwagen der Baureihe 612 für den Regionalverkehr und der Diesel-ICE-Baureihe 605 (letztere bis zur Z-Stellung im Dezember 2003) wurde der Fortbestand gesichert. Mit der Beheimatung von Neigetechnikfahrzeugen wurde die Instandhaltung von Reisezugwagen und Diesellokomotiven in Hof schrittweise reduziert. Bis 2007 wurden für die Modernisierung insgesamt 10,1 Millionen Euro aufgewendet. Dabei wurden unter anderem eine Hebebockanlage, ein aufgeständertes Gleis und ein Lastkran eingerichtet.
Am 2. September 2001 ereignete sich im Betriebswerk Hof ein größerer Unfall. Der ICE-TD 605 009 stürzte von der Hebebühne und wurde schwer beschädigt. Das Fahrzeug wurde zunächst als Ersatzteilspender vorgehalten und nach der Z-Stellung der Baureihe 605 in der Nacht vom 18. zum 19. April 2004 mit Tiefladern zur Verschrottung nach Chemnitz transportiert.
Bis zum Februar 2014 wurde eine neue Werkhalle mit einer Gleiswaage, einem Messgleis und einer Unterflurdrehmaschine errichtet.
Das Betriebswerk war der Hauptsitz von DB Regio Nordostbayern und beheimatet 53 Einheiten der Baureihe 612, 3 Einheiten der Baureihe 628, 18 Einheiten der Baureihe 610 und eine Einheit der Baureihe 641.
DB Regio Nordostbayern wurde 2017 in DB Regio Bayern integriert.